# Uolevi Raade
Tauno Uolevi Raade, född 5 juli 1912 i Åbo, död 13 maj 1998 i Helsingfors, var en finländsk industriman. 
Raade blev diplomingenjör 1935 och diplomekonom 1942. Han tjänstgjorde 1937–1940 vid Statens flygmaskinsfabrik och var 1942–1955 tjänsteman vid handels- och industriministeriet. Han byggde upp krigsskadeståndsorganisationen efter kriget och blev som verkställande direktör för det nybildade statliga oljebolaget Neste Oy 1955–1979 känd som en av Finlands driftigaste industriledare. Han utvecklade på ett par decennier sin skapelse till landets största industriföretag och största rederi med en omfattande tankerflotta. Uppgiften underlättades av att han hade goda försänkningar på politikerhåll, bland annat i Urho Kekkonens skepnad. Han tilldelades bergsråds titel 1962 och blev teknologie hedersdoktor 1978.